# Martin Skowroneck
(Franz Hermann) Martin Skowroneck (né à Berlin le 21 décembre 1926, mort à Brême le 14 mai 2014) est un facteur de clavecins allemand, un des pionniers de la facture à l'ancienne. 
Skowroneck reçut sa formation musicale à la Musikschule de Brême dont il fut diplômé en 1950 comme professeur de flûte. Établi à Brême, il construisit en autodidacte son premier clavicorde et son premier clavecin quelques années plus tard, en copiant les instruments modernes produits à cette époque. 
Très tôt, il se tourna vers l'étude des instruments historiques, abandonna les modèles modernes et se mit à construire ses instruments selon les procédés et techniques anciens dont il se fit le défenseur intransigeant. Travaillant seul et malgré une production quantitativement très limitée, il acquit une grande notoriété, devenant en particulier fournisseur de Gustav Leonhardt. Ses instruments sont des reproductions scrupuleusement fidèles des modèles anciens, italiens ou de tradition flamande (Ruckers, Dulcken) (en particulier, il continue à employer des matériaux souvent abandonnés comme la soie de sanglier ou la plume de corbeau). 

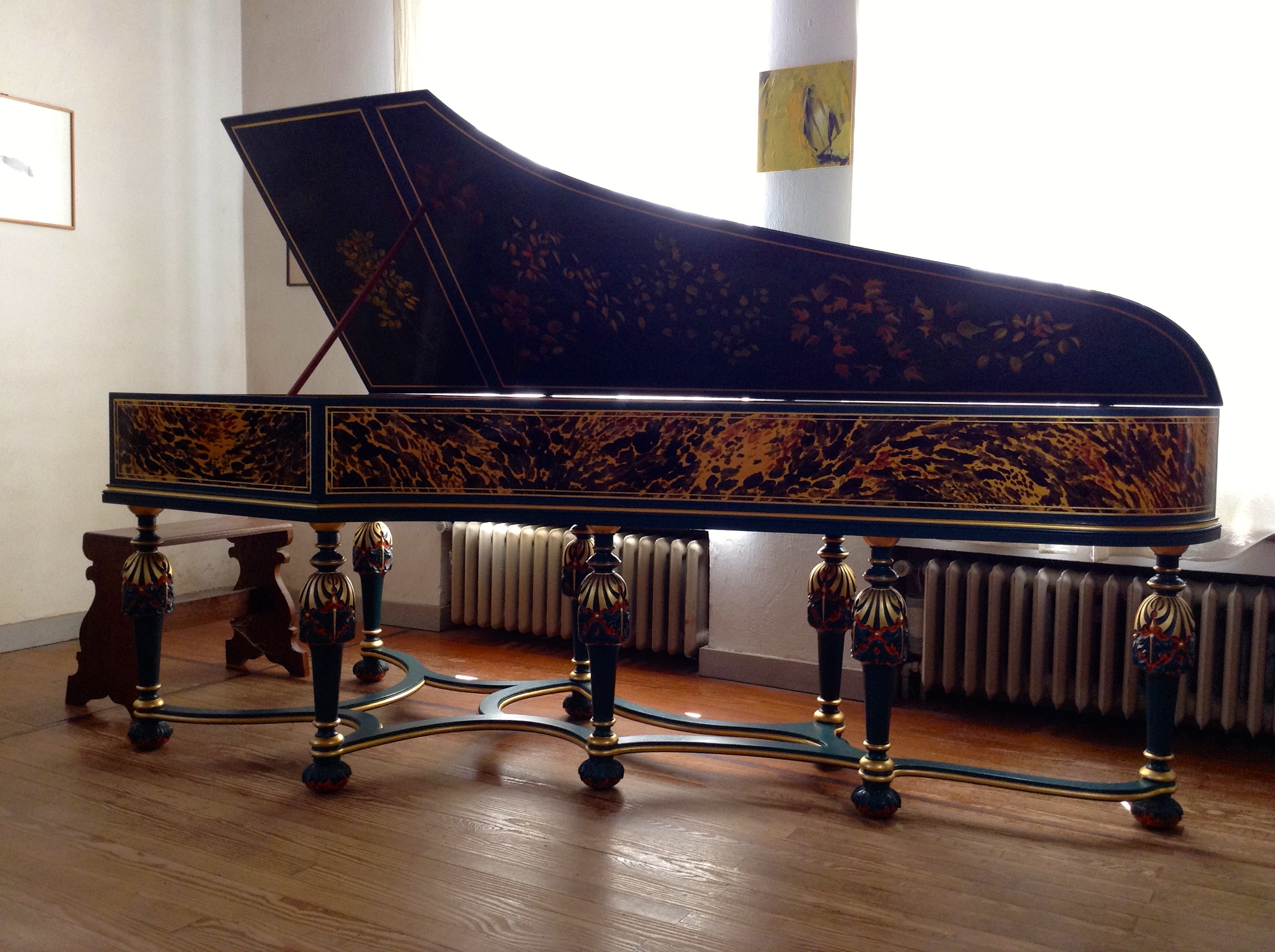
Copie du clavecin de Christian Zell (1728) par Martin Skowroneck